# Fotoincisione
La fotoincisione è una tecnica di lavorazione della lamiera metallica che permette di ridurne lo spessore, creare dei solchi, dei tagli, dei fori o figure complesse.
La fotoincisione è impiegata, di fatto, sia per realizzare dei PCB o circuiti stampati, per realizzare particolari usati nel modellismo statico difficilmente ottenibili mediante altri processi di lavorazione oppure per la realizzazione di opere artigianali.
La fotoincisione per scopi elettronici viene effettuata su lastrine di vetronite ricoperta da un sottile strato di rame. La fotoincisione per scopi modellistici viene effettuata su lastrine di metallo di diverso spessore e materiale.

## Realizzazione
Per eseguire una fotoincisione vanno tenute presenti alcune regole fondamentali. Le fotoincisioni sono di due tipi: a singola o doppia faccia. Ogni volta si scende in profondità per circa la metà dello spessore della lastrina. In pratica, per ottenere un foro passante si dovrà ripetere il processo su entrambe le facce. Nel caso dei circuiti stampati, lo spessore del metallo è di pochi micron ed è sufficiente la lavorazione su una faccia.
Un foro praticato a mezzo fotoincisione non potrà mai avere diametro inferiore allo spessore della lamina che stiamo incidendo. In pratica, se la lamina è spessa 0,2 mm, il diametro minimo praticabile per un foro sarà maggiore o uguale a 0,2 mm.
La distanza tra due fori non potrà mai essere inferiore allo spessore della lamina; se si volessero foto-incidere due fori da 0,3 mm su una lastra spessa 0,2mm, non si potrebbe tenerli ad una distanza inferiore a 0,2mm. Diversamente, durante il processo di corrosione del metallo, i due fori si trasformeranno in un'asola.
Ad esempio, si ipotizzi di voler foto-incidere un circuito stampato formato da più piste di rame. Per semplificare il concetto si immagini di voler ottenere un circuito stampato composto da cinque righe orizzontali e parallele, come fosse un pentagramma.

### Disegno
L'incisione che verrà praticata sulla lastra di metallo viene solitamente generata al computer con programmi di grafica o tramite software specifici per la creazione di circuiti stampati (cad elettrico). Una volta generato il disegno, verrà trasferito sul foglio da una stampante laser che abbia una buona risoluzione. Adesso, ciò che viene stampato in nero sul foglio bianco resterà; tutto il resto verrà corroso. In questo caso si parla di stampa in positivo.

### Sviluppo
Si trasferirà ora il disegno dalla carta alla lamina. Innanzitutto si stamperà su fogli trasparenti di acetato, quelli usati per i lucidi. Per fissare il nostro disegno sulla lamina di metallo è necessario utilizzare un prodotto chimico chiamato photoresist. Alcune basette elettroniche hanno già lo strato metallico foto-sensibilizzato, altre no. Per quelle non precedentemente foto-sensibilizzate, è possibile ovviare utilizzato del photoresist spray o a pennello.
A questo punto si prende il lucido, adagiandolo sul lato della lamina dotato di photoresist ed esponendo il tutto ai raggi UV-A. Per questa operazione si impiega un apparato molto semplice chiamato bromografo: una scatola contenente n lampade UV-A.
Nell'arco di alcuni minuti (il tempo è legato alla potenza delle lampade), l'inchiostro farà da schermo e sulla lastrina di metallo verrà rimosso il photoresist non protetto da tale schermatura. Per ottenere risultati migliori è fondamentale che il lucido e la lastrina siano il più possibile aderenti tra loro. In alcuni bromografi esistono delle pompe per creare il vuoto e migliorare ulteriormente l'aderenza.
Togliamo il lucido dalla lastrina e sciacquiamo il tutto in una soluzione di soda caustica (circa 10-15 g per 1 litro d'acqua) per rimuovere il photoresist in eccesso e sviluppare il nostro disegno che apparirà via, via sempre più visibile.

### Corrosione
Siamo al punto in cui dobbiamo rimuovere il rame in eccesso. Prendiamo quindi la nostra lastrina ed immergiamola in una soluzione di acqua e percloruro ferrico per diversi minuti ed aspettiamo che la stessa corroda il rame non protetto dal photoresist. Terminata l'incisione si estrae la lastrina e la si risciacqua accuratamente.